# 王弼 (三国)
王 弼（おう ひつ、226年 - 249年）は、中国三国時代の魏の学者・政治家。字は輔嗣。兗州山陽郡の人。祖父は王凱。父は王業。兄は王宏。
王弼は何晏らと共に「玄学」を創始したとされている。『三国志』では鍾会の伝に付された裴松之の注に、西晋の何劭の書いた伝が引用されている。

## 経歴
『博物記』によると、祖父は名士としての血統と容姿の美しさを理由に、劉表に気に入られ娘婿となった人物である。また父は劉表の外孫で、王粲の子が魏諷の乱に連座して刑死し彼の家系が断絶した後、その一万巻の蔵書を受け継いだ人物である。
王弼は幼少の頃から賢く聡明で、十数歳で『老子』を好み明晰かつ雄弁に語った。若くして傅嘏・裴徽・何晏に高く評価され、鍾会と並び評された。
正始年間前期、黄門侍郎の官が連続で欠員となったので、何晏は賈充・裴秀・朱整を起用し、王弼の起用も審議させた。しかし、丁謐が王黎を曹爽に推薦したので、曹爽は王黎を起用した。このため王弼は尚書郎に任命された。任命を受けた王弼は、曹爽に人払いを願い出たため、曹爽も何か重要な要件があるのかと思い、側近を下がらせた。しかし王弼は道家の理論を語り合うだけで、他のことには全く触れなかった。このため曹爽は彼を軽蔑した。
王弼は浅薄であったが、穏やかな性格で酒宴を好み、音律に通じ投壺（壷の中に矢を投げ入れる遊び）が上手だった。道家の学説では何晏に及ばなかったが、何晏より優れた説も多かった。しかし、自分の得意分野においては人を嘲笑したので、当時の知識人から憎まれたという。
鍾会は王弼と仲が良く、王弼の論の高邁さに感服していた。鍾会は何晏とも交流があり、何晏の「聖人には喜怒哀楽の情が無い」という論を祖述した。王弼は何晏のこの論を批判し、「聖人は人より精神の働きに優れ、人と同じ点は五つの情（喜怒哀楽と欲または怨）にある。精神の働きが優れているからこそ、宇宙の和楽の気を体得して、無に通ずることが出来る。五つの情が同じだからこそ、哀楽の情によって外物に対応してしまうのである。だからこそ、聖人の情は外物に引きずられない点を取り上げて、外物に対応しないのだと考えるとすれば、それは間違いである。」と主張した。
王弼は『老子』・『易（周易）』の注釈を書き、『道略論』を著述した。『老子』・『易』の注釈は現存し、高く評価されている。『易』の注釈は『十三経注疏』に採用されている。
司馬懿がクーデターを起こし（高平陵の変）、曹爽・何晏を処刑すると王弼は免職となった。嘉平元年（249年）秋、癩病を患い死去した。享年24。子はなく、家は断絶した。

## 関連作品
六朝志怪のひとつ『幽明録』には、王弼の死の原因を怪異によるものとする説話が採録されている。それによれば、王弼が『易経』の注釈を施す際に、儒家的に解釈しすぎる鄭玄を常日頃から嘲笑し、老いぼれのやることには全く意味が無いと放言していた。ある夜、門外から何者かが近寄ってきて自らを鄭玄と名乗り、「君は年も若いのに、どうして軽々しく文章をいじくり回し、無闇に私を非難するのか」と、忿然として王弼を責めた。その人物は言い終わると立ち去ったが、王弼の心には畏れと嫌悪が生じ、ほどなく癩病にかかって死亡した、とされている。